# Ignacy Kowalczewski
Ignacy Marian Kowalczewski ps. „Sęp”, „Marian Sępiński” (ur. 30 stycznia 1895 w Dąbrowie Górniczej, zm. 19 grudnia 1976 w Penley) – pułkownik kawalerii Wojska Polskiego, dwukrotny kawaler Orderu Virtuti Militari.

## Życiorys
Urodził się w Dąbrowie Górniczej, w wielodzietnej rodzinie Franciszka i Franciszki z domu Gocyłło. Był bratem Stanisława (1890–1939), rotmistrza Wojska Polskiego, i Sylwestra ps. „Sylwek” (1897–1920), legionisty, kawalera Virtuti Militari i podporucznika 1 pułku szwoleżerów.
6 sierpnia 1914 roku Ignacy wyruszył z krakowskich Oleandrów w składzie 1 Kompanii Kadrowej. Następnie walczył w szeregach 1 pułku ułanów Legionów Polskich. Od 5 lutego do 31 marca 1917 roku był słuchaczem kawaleryjskiego kursu oficerskiego przy 1 pułku ułanów w Ostrołęce. Kurs ukończył z wynikiem dobrym. Posiadał wówczas stopień kaprala.
Po zakończeniu I wojny światowej wstąpił do odrodzonego Wojska Polskiego. W 1923 służył w stopniu rotmistrza i majora w 3 pułku ułanów w Tarnowskich Górach. Z dniem 1 stycznia 1925 został przydzielony do Centralnej Szkoły Kawalerii w Grudziądzu na stanowisko instruktora. W maju tego roku powrócił do 3 puł na stanowisko dowódcy szwadronu zapasowego. 26 września 1927 roku został przeniesiony z 3 puł do 19 pułku ułanów Wołyńskich w Ostrogu na stanowisko dowódcy szwadronu. W kwietniu 1928 został przeniesiony do 20 pułku ułanów w Rzeszowie na stanowisko zastępcy dowódcy pułku. 24 grudnia 1929 roku został mianowany podpułkownikiem ze starszeństwem z dniem 1 stycznia 1930 roku i 9. lokatą w korpusie oficerów kawalerii. 31 marca 1930 roku został przeniesiony do 5 pułku strzelców konnych na stanowisko dowódcy pułku. Do stopnia pułkownika awansowany został 1 stycznia 1934. W kwietniu 1938 objął funkcję dowódcy 17 pułku ułanów Wielkopolskich w Lesznie. Dowodził nim w kampanii wrześniowej 1939 roku. 16 września generał Roman Abraham powierzył mu dowództwo Wielkopolskiej Brygady Kawalerii. Brygadą dowodził w czasie bitwy nad Bzurą oraz w obronie Warszawy. Od 28 września 1939 roku do wiosny 1945 roku przebywał w niewoli niemieckiej. Po zakończeniu wojny został przyjęty do 2 Korpusu we Włoszech. 8 stycznia 1946 roku został dowódcą 4 pułku pancernego „Skorpion” w Wielkiej Brytanii. Zamieszkał w Londynie, a później w Penrhos w Walii. Zmarł 19 grudnia 1976 roku w szpitalu w Penley. Został pochowany na cmentarzu w Pwllheli (hrabstwo Caernarfonshire, Walia).
Ożenił się 5 września 1923 roku w Parzymiechach z Zofią hrabiną Potocką (porucznik Armii Krajowej odznaczona Złotym Krzyżem Zasługi z Mieczami oraz Krzyżem Armii Krajowej, ur. 10 maja 1895, zm. 1 lipca 1971). Mieli dwójkę dzieci: Barbarę i Przemysława. Barbara (ur. 28 września 1924 roku w Daszawie), wyszła za mąż za Edwarda Dzieduszyckiego, (ur. 29 kwietnia 1929). Mają syna Marka Dzieduszyckiego. Małżeństwo po kilku latach się rozeszło. Zaś Przemysław Kowalczewski (ur. 29 grudnia 1925) został zabity 29 lipca 1944 i został pochowany w Dębicy.

## Ordery i odznaczenia
- Krzyż Złoty Orderu Wojennego Virtuti Militari nr 170[12]
- Krzyż Srebrny Orderu Wojskowego Virtuti Militari nr 5038 (1921)[13]
- Krzyż Komandorski Orderu Odrodzenia Polski (11 listopada 1974)[14]
- Krzyż Niepodległości (12 maja 1931)[15]
- Krzyż Oficerski Orderu Odrodzenia Polski (11 listopada 1936)[16][17]
- Krzyż Walecznych (czterokrotnie[18], 1921, 1922)[19][20]
- Złoty Krzyż Zasługi (19 marca 1931)[21][18]
- Odznaka Pamiątkowa „Pierwszej Kadrowej”[22]